# Аванеш-хан
Аванеш-хан (умер в 1539/1540) — шестой узбекский правитель из династии шибанидов в Хорезмском государстве, правивший в 1526 — 1538 годах.

## Приход к власти
Аванеш-хан был сыном Аминек-хана и потомком узбекского хана Йадгар-хана. Он пришел к власти в Хорезме после смерти своего брата Буджуга-хана в 1526 году. Правил он до 1538 года.
В годы царствования Аванеш-хана была предпринята попытка завоевания Хорезма бухарским Шейбанидом Убайдулла-ханом (1533—1539). Формальным поводом выступления бухарского правителя послужили сепаратные переговоры одного из влиятельных хорезмских султанов Дин-Мухаммада, старшего сына Аванеш-хана с сефевидским правителем шахом Тахмаспом I (1524—1576), в частности, по вопросу раздела сфер влияния в приграничных с Сефевидами районах.
Вместе с Убайдулла-ханом в поход выступили владетели Ташкента Науруз Ахмед-хан, из Самарканда — Джуванмардали-хан, из Хисара — внуки Махди-султана и Хамза-султана. Узнав о приближении войска противника, сыновья Аминек-хана — владетели Хивы и Хазараспа покинули свои уделы и направились в Ургенч к Аванеш-хану. Однако и последний, избегая открытого столкновения, был вынужден оставить город и отступить в степи. Посланное вслед войско Убайдулла-хана настигло противника в местечке Бият-кыри, где и состоялось сражение, в ходе которого Аванеш-хан был убит. Данное событие произошло в 1539—1540 годах.

## Смерть
После гибели Аванеш-хана в 1538 году и через короткий период подчинения Бухарскому ханству власть в Хорезме перешла к его брату Кал-хану.